# Se cumple un año ¡¡¡y se cumple!!!
Se cumple un año ¡¡¡y se cumple!!! es un álbum recopilatorio conformado por canciones interpretadas por varios artistas chilenos folcloristas y de la Nueva Canción Chilena participantes del sello Dicap, tales como Ángel Parra, Patricio Manns, Roberto Parra y Tito Fernández, entre otros. Fue lanzado en 1971 de forma independiente por el MAPU (partido izquierdista formado en 1969 y cuyos miembros luego del Golpe de Estado en Chile de 1973 fueron perseguidos políticos) para celebrar el primer aniversario del Gobierno del entonces Presidente de Chile Salvador Allende.
El álbum comienza y termina con el tema de Ángel, hijo de Violeta Parra, que al año siguiente daría nombre a su álbum Cuando amanece el día. A lo largo de los 35 minutos de duración se incluyen extractos de grabaciones de discursos de Allende, incluyendo dos minutos iniciales que preceden a la abertura musical del disco.

## Lista de canciones
| Lado A |                                                         |                             |                             |          |  |
| N.º    | Título                                                  | Música                      | Intérprete                  | Duración |  |
| 1.     | «Palabras* / Cuando amanece el día»                     | Ángel Parra                 | Ángel Parra                 | 4:46     |  |
| 2.     | «Elegía para una muchacha roja**»                       | Patricio Manns              | Patricio Manns              | 4:54     |  |
| 3.     | «Palabras* / 24 de octubre de 1970»                     | Payo Grondona               | Payo Grondona               | 3:13     |  |
| 4.     | «Cuecas de la sedición 1 y 2»                           | Roberto Parra               | Ángel y Roberto Parra       | 4:13     |  |
| 5.     | «Décima por una traición»                               | Fernando Ugarte             | Fernando Ugarte             | 4:05     |  |
| 6.     | «Palabras* / Ahora sí el cobre es chileno»              | Payo Grondona               | Payo Grondona               | 3:03     |  |
| 7.     | «Palabra de hombre mi niño»                             | Raúl Prieto                 | Homero Caro                 | 3:09     |  |
| 8.     | «Cantor de caminos / Palabras* / Cuando amanece el día» | Tito Fernández, Ángel Parra | Tito Fernández, Ángel Parra | 7:37     |  |
| 35:00  |                                                         |                             |                             |          |  |

(*) «Palabras», también llamadas «Habla el compañero Allende», son extractos de grabaciones de discursos de Salvador Allende.
(**) versión con guitarra, tiple y bajo.

## Créditos
Colaboradores
- Roberto Frenkel
- Lalo Parra
- Clarita Parra
- Pedro Yáñez
- Marcelo Castillo
- Jorge Coulón